# Sexe, Violence, Rap & Flooze Vol.2
Sexe, Violence, Rap & Flooze Vol.2 est le cinquième album de Busta Flex sorti en 2008.

## Liste des titres
1. J'arrive (Intro)
2. Croquer dedans
3. Tu n'as pas pied
4. Chaque jour qui passe
5. J'en ai marre
6. Deuspi
7. Zin Zin Zin feat. Lord Kossity
8. Le boul' (...dans ton dos) feat. Nayobé
9. Bling string
10. La faille feat. Ayaman
11. Ramène feat. Disiz
12. Outro
13. J'en ai marre (Remix)